# Großenlüder
Großenlüder è un comune tedesco di 8 765 abitanti,, situato nel land dell'Assia.
La sua frazione di Müs è attraversata dal fiume Altefeld. 

## Storia
La prima attestazione del comune è in un documento dell'anno 822, dove è riportato col nome di Luturun.
L'attuale comune di Großenlüder è nato nei primi anni Settanta: il 31 dicembre 1970 il vecchio comune di Großenlüder ha incorporato il comune di Eichenau; un anno dopo è stata la volta di Kleinlüder e Uffhausen, mentre il 1º agosto 1972 sono stati annessi i comuni di Bimbach, Lütterz e Müs. Tutte queste località sono oggi frazioni (Ortsteile).